# Список птахів Ангільї
Це перелік видів птахів, зафіксованих на території Ангільї. Авіфауна Ангільї налічує загалом 180 видів, з яких 4 були інтродуковані людьми. 99 видів є рідкісними або випадковими. 1 вид був знищений на території Ангільї.

## Позначки
Наступні теги використані для виділення деяких категорій птахів.
- (А) Випадковий — вид, який рідко або випадково трапляється в Ангільї
- (I) Інтродукований — вид, інтродукований в Ангільї

## Гусеподібні(Anseriformes)
Родина: Качкові (Anatidae)
- Свистач кубинський, Dendrocygna arborea (A)
- Свистач рудий, Dendrocygna bicolor
- Гуска біла, Anser caerulescens (A)
- Каролінка, Aix sponsa (A)
- Чирянка блакитнокрила, Spatula discors
- Чирянка руда, Spatula cyanoptera (A)
- Широконіска північна, Spatula clypeata
- Свищ євразійський, Mareca penelope (A)
- Свищ американський, Mareca americana (A)
- Шилохвіст білощокий, Anas bahamensis (A)
- Шилохвіст північний, Anas acuta (A)
- Чирянка американська, Anas carolinensis (A)
- Чернь канадська, Aythya collaris
- Чернь американська, Aythya affinis (A)
- Морянка, Clangula hyemalis (A)
- Крех жовтоокий, Lophodytes cucullatus (A)
- Савка американська, Oxyura jamaicensis

## Куроподібні(Galliformes)
Родина: Цесаркові (Numididae)
- Цесарка рогата, Numida meleagris (A) (I)

## Фламінгоподібні(Phoenicopteriformes)
Родина: Фламінгові (Phoenicopteridae)
- Фламінго червоний, Phoenicopterus ruber

## Пірникозоподібні(Podicipediformes)
Родина: Пірникозові (Podicipedidae)
- Пірникоза рябодзьоба, Podilymbus podiceps (A)

## Голубоподібні(Columbiformes)
Родина: Голубові (Columbidae)
- Голуб сизий, Columba livia (I)
- Голуб пурпуровошиїй, Patagioenas squamosa
- Голуб карибський, Patagioenas leucocephala (A)
- Горлиця садова, Streptopelia decaocto (I) (A)
- Талпакоті строкатоголовий, Columbina passerina
- Zenaida asiatica(інші мови)
- Zenaida aurita(інші мови)

## Зозулеподібні(Cuculiformes)
Родина: Зозулеві (Cuculidae)
- Ані товстодзьобий, Crotophaga ani (A)
- Кукліло північний, Coccyzus americanus (A)
- Кукліло білочеревий, Coccyzus euleri (A)
- Кукліло мангровий, Coccyzus minor

## Дрімлюгоподібні(Caprimulgiformes)
Родина: Дрімлюгові (Caprimulgidae)
- Анаперо віргінський, Chordeiles minor
- Анаперо антильський, Chordeiles gundlachii
- Дрімлюга білохвостий, Hydropsalis cayennensis
- Дрімлюга каролінський, Antrostomus carolinensis

## Серпокрильцеподібні(Apodiformes)
Родина: Серпокрильцеві (Apodidae)
- Свіфт західний, Cypseloides niger
- Свіфт болівійський, Streptoprocne zonaris

Родина: Колібрієві (Trochilidae)
- Колібрі аметистовогорлий, Eulampis jugularis (A)
- Колібрі карибський, Eulampis holosericeus
- Колібрі чубатий, Orthorhyncus cristatus (знищений)

## Журавлеподібні(Gruiformes)
Родина: Пастушкові (Rallidae)
- Пастушок узбережний, Rallus crepitans
- Погонич каролінський, Porzana carolina (A)
- Погонич звичайний, Porzana porzana (A)
- Курочка латиноамериканська, Gallinula galeata
- Лиска американська, Fulica americana (A)
- Porphyrio martinicus (A)

## Сивкоподібні(Charadriiformes)
Родина: Чоботарові (Recurvirostridae)
- Himantopus mexicanus

Родина: Куликосорокові (Haematopodidae)
- Кулик-сорока американський, Haematopus palliatus (A)

Родина: Сивкові (Charadriidae)
- Сивка морська, Pluvialis squatarola (A)
- Сивка американська, Pluvialis dominica (A)
- Пісочник крикливий, Charadrius vociferus (A)
- Пісочник канадський, Charadrius semipalmatus (A)
- Пісочник жовтоногий, Charadrius melodus (A)
- Пісочник довгодзьобий, Charadrius wilsonia (A)
- Пісочник американський, Charadrius nivosus

Родина: Баранцеві (Scolopacidae)
- Кульон гудзонський, Numenius hudsonicus
- Грицик канадський, Limosa haemastica (A)
- Крем'яшник звичайний, Arenaria interpres
- Побережник ісландський, Calidris canutus (A)
- Брижач, Calidris pugnax (A)
- Побережник довгоногий, Calidris himantopus (A)
- Побережник червоногрудий, Calidris ferruginea (A)
- Побережник білий, Calidris alba (A)
- Побережник малий, Calidris minuta (A)
- Побережник-крихітка, Calidris minutilla (A)
- Побережник білогрудий, Calidris fuscicollis (A)
- Побережник арктичний, Calidris melanotos (A)
- Побережник тундровий, Calidris pusilla (A)
- Побережник аляскинський, Calidris mauri
- Неголь короткодзьобий, Limnodromus griseus (A)
- Gallinago delicata (A)
- Набережник плямистий, Actitis macularia (A)
- Коловодник малий, Tringa solitaria (A)
- Коловодник жовтоногий, Tringa flavipes (A)
- Коловодник американський, Tringa semipalmata (A)
- Коловодник чорний, Tringa erythropus (A)
- Коловодник строкатий, Tringa melanoleuca (A)
- Плавунець довгодзьобий, Phalaropus tricolor (A)
- Плавунець круглодзьобий, Phalaropus lobatus (A)

Родина: Поморникові (Stercorariidae)
- Поморник середній, Stercorarius pomarinus (A)

Родина: Мартинові (Laridae)
- Мартин звичайний, Chroicocephalus ridibundus (A)
- Leucophaeus atricilla
- Мартин ставковий, Leucophaeus pipixcan (A)
- Мартин делаверський, Larus delawarensis (A)
- Мартин американський, Larus smithsonianus (V)
- Мартин чорнокрилий, Larus fuscus (A)
- Мартин морський, Larus marinus
- Крячок бурий, Anous stolidus (A)
- Крячок атоловий, Anous minutus (A)
- Крячок строкатий, Onychoprion fuscata (A)
- Крячок бурокрилий, Onychoprion anaethetus
- Крячок карибський, Sternula antillarum
- Крячок чорнодзьобий, Gelochelidon nilotica (A)
- Крячок рожевий, Sterna dougallii (A)
- Крячок річковий, Sterna hirundo (A)
- Крячок королівський, Thalasseus maxima
- Крячок рябодзьобий, Thalasseus sandvicensis

## Фаетоноподібні(Phaethontiformes)
Родина: Фаетонові (Phaethontidae)
- Фаетон білохвостий, Phaethon lepturus (A)
- Фаетон червонодзьобий, Phaethon aethereus (A)

## Буревісникоподібні(Procellariiformes)
Родина: Океанникові (Oceanitidae)
- Океанник Вільсона, Oceanites oceanicus

Родина: Качуркові (Hydrobatidae)
- Качурка північна, Hydrobates leucorhous

Родина: Буревісникові (Procellariidae)
- Буревісник екваторіальний, Puffinus lherminieri

## Сулоподібні(Suliformes)
Родина: Фрегатові (Fregatidae)
- Фрегат карибський, Fregata magnificens

Родина: Сулові (Sulidae)
- Сула жовтодзьоба, Sula dactylatra (A)
- Сула білочерева, Sula leucogaster
- Сула червононога, Sula sula (A)
- Сула атлантична, Morus bassanus (A)

Родина: Бакланові (Phalacrocoracidae)
- Баклан вухатий, Nannopterum auritum
- Баклан бразильський, Nannopterum brasilianum

## Пеліканоподібні(Pelecaniformes)
Родина: Пеліканові (Pelecanidae)
- Пелікан рогодзьобий, Pelecanus erythrorhynchos (A)
- Пелікан бурий, Pelecanus occidentalis

Родина: Чаплеві (Ardeidae)
- Чапля північна, Ardea herodias (A)
- Чапля сіра, Ardea cinerea (A)
- Чепура велика, Ardea alba (A)
- Чепура мала, Egretta garzetta (A)
- Чепура американська, Egretta thula (A)
- Чепура блакитна, Egretta caerulea (A)
- Чепура трибарвна, Egretta tricolor (A)
- Чепура рудошия, Egretta rufescens
- Чапля єгипетська, Bubulcus ibis
- Чапля зелена, Butorides virescens
- Квак звичайний, Nycticorax nycticorax (A)
- Квак чорногорлий, Nyctanassa violacea (A)

Родина: Ібісові (Threskiornithidae)
- Коровайка бура, Plegadis falcinellus (A)
- Косар рожевий, Ajaia ajaja

## Яструбоподібні(Accipitriformes)
Родина: Скопові (Pandionidae)
- Скопа, Pandion haliaetus (A)

Родина: Яструбові (Accipitridae)
- Лунь американський, Circus hudsonius
- Канюк ширококрилий, Buteo platypterus
- Канюк неоарктичний, Buteo jamaicensis

## Совоподібні(Strigiformes)
Родина: Сипухові (Tytonidae)
- Сипуха крапчаста, Tyto alba

Родина: Совові (Strigidae)
- Сич американський, Athene cunicularia
- Сова болотяна, Asio flammeus (A)

## Сиворакшоподібні(Coraciiformes)
Родина: Рибалочкові (Alcedinidae)
- Рибалочка-чубань північний, Megaceryle alcyon (A)

## Дятлоподібні(Piciformes)
Родина: Дятлові (Picidae)
- Дятел-смоктун жовточеревий, Sphyrapicus varius

## Соколоподібні(Falconiformes)
Родина: Соколові (Falconidae)
- Боривітер американський, Falco sparverius (A)
- Підсоколик малий, Falco columbarius (A)
- Сапсан, Falco peregrinus

## Горобцеподібні(Passeriformes)
Родина: Тиранові (Tyrannidae)
- Еленія карибська, Elaenia martinica
- Тиран сірий, Tyrannus dominicensis
- Тиран вилохвостий, Tyrannus savana

Родина: Віреонові (Vireonidae)
- Віреон чорновусий, Vireo altiloquus

Родина: Ластівкові (Hirundinidae)
- Ластівка берегова, Riparia riparia
- Щурик антильський, Progne dominicensis
- Ластівка сільська, Hirundo rustica
- Ясківка білолоба, Petrochelidon pyrrhonota

Родина: Пересмішникові (Mimidae)
- Пересмішник сірий, Dumetella carolinensis (A)
- Пересмішник антильський, Allenia fusca
- Пересмішник жовтодзьобий, Margarops fuscatus
- Дигач рудий, Cinclocerthia ruficauda
- Пересмішник сивий, Mimus gilvus

Родина: Дроздові (Turdidae)
- Дрізд антильський, Turdus lherminieri

Родина: Горобцеві (Passeridae)
- Горобець хатній, Passer domesticus (I)

Родина: В'юркові (Fringillidae)
- Гутурама синьоголова, Chlorophonia musica (A)

Родина: Трупіалові (Icteridae)
- Гоглу, Dolichonyx oryzivorus
- Трупіал балтиморський, Icterus galbula (A)
- Вашер синій, Molothrus bonariensis (A)
- Гракл карибський, Quiscalus lugubris

Родина: Піснярові (Parulidae)
- Смугастоволець оливковий, Seiurus aurocapilla (A)
- Смугастоволець річковий, Parkesia noveboracensis (A)
- Пісняр строкатий, Mniotilta varia
- Пісняр жовтий, Protonotaria citrea (A)
- Цитринка сіровола, Oporornis agilis
- Болотянка чорногорла, Setophaga citrina
- Пісняр горихвістковий, Setophaga ruticilla (A)
- Пісняр-лісовик рудощокий, Setophaga tigrina (A)
- Пісняр північний, Setophaga americana (A)
- Пісняр-лісовик рудоволий, Setophaga fusca (A)
- Пісняр-лісовик золотистий, Setophaga petechia
- Пісняр-лісовик білощокий, Setophaga striata (A)
- Пісняр-лісовик жовтогузий, Setophaga coronata (A)
- Пісняр-лісовик чорнощокий, Setophaga dominica
- Пісняр-лісовик прерієвий, Setophaga discolor (A)
- Пісняр-лісовик чорногорлий, Setophaga virens

Родина: Кардиналові (Cardinalidae)
- Піранга кармінова, Piranga olivacea (A)
- Кардинал-довбоніс червоноволий, Pheucticus ludovicianus (A)
- Скригнатка індигова, Passerina cyanea

Родина: Саякові (Thraupidae)
- Цереба, Coereba flaveola
- Вівсянка-снігурець мала, Loxigilla noctis
- Потрост чорноволий, Melanospiza bicolor
- Зернолуск антильський, Saltator albicollis